# Бебешть
Бебешть, Бебешті (рум. Băbești) — село у повіті Сату-Маре в Румунії. Входить до складу комуни Халмеу.
Село розташоване на відстані 456 км на північний захід від Бухареста, 24 км на північний схід від Сату-Маре, 138 км на північ від Клуж-Напоки.

## Населення
За даними перепису населення 2002 року у селі проживали 426 осіб.
Національний склад населення села:
| Національність | Кількість осіб | Відсоток |
| -------------- | -------------- | -------- |
| угорці         | 347            | 81,5%    |
| цигани         | 58             | 13,6%    |
| румуни         | 21             | 4,9%     |

Рідною мовою назвали:
| Мова      | Кількість осіб | Відсоток |
| --------- | -------------- | -------- |
| угорська  | 404            | 94,8%    |
| румунська | 22             | 5,2%     |